# Juan Bautista Zalazar
Juan Bautista Zalazar (1922-1994) fue un escritor del Noroeste argentino. Puede aplicársele esta denominación, pues transitó habitualmente por tres provincias del NOA: La Rioja, Catamarca y Tucumán.
Comparado frecuentemente con Juan Rulfo, su literatura posee ecos semejantes, por la identidad cultural en las raíces de los pueblos mexicanos con los de las provincias norteñas de la Argentina.

## Biografía
Nació el 24 de junio de 1922 en un pequeño pueblo del interior de la provincia de La Rioja, San Blas de los Sauces, al que llamó «mi pueblo mágico», que le inspirara muchos de los relatos de La tierra contada y Cuentos de Valle Vicioso. Los temas y anécdotas pueblerinas bebidas en la infancia son valoradas en su madurez de escritor en la dedicatoria que precede al cuento «La cenizas de Dios»:

A mi entrañable pueblo natal, San Blas de los Sauces (...) como testimonio de mi profundo y eterno amor por su total geografía, su historia y, sobre todo, su mitología.

A los 9 años se instala en San Fernando del Valle de Catamarca, donde concluye su ciclo primario de enseñanza en la Escuela Normal de Varones Fray Mamerto Esquiú, institución en la que también cursa sus estudios secundarios hasta graduarse de Maestro Normal Nacional.
Mientras estudia en el Instituto Nacional del Profesorado de Catamarca (actual UNCa), trabaja como taquígrafo y oficial en la Legislatura Provincial.
En su obra -tanto en los cuentos como en las poesías- retrató fielmente el lenguaje y la idiosincrasia de los pobladores rurales de La Rioja y Catamarca, provincia esta última, en la que eligió residir y formar su familia.
Su gran aporte a las letras argentinas lo han convertido en uno de los escritores más importantes que dejara su legado en estas tierras. Falleció en San Fernando del Valle de Catamarca el 7 de abril de 1994.

## Obras
Cuentos
- Cuentos de Valle Vicioso (1976)
- Cuentos a dos voces (1979)
- La tierra contada (1989)

Poesías
- Mis pálidas tardes (1947)
- Sendas de trece curvas (1948)
- Cosechas de rocío (1982)
- Las brújulas brujas (1986)

Ensayos
- Oración de la tarde. La obra literaria de Juan O Ponferrada

Antología póstuma
- La tierra contada. Colección La Ciudad de los Naranjos, Editorial Biblioteca Mariano Moreno, La Rioja, 2000.[2]